# 乔治·邦乔瓦尼
乔治·邦乔瓦尼（義大利語：Giorgio Bongiovanni，1926年3月4日—），意大利男子篮球运动员。他曾代表意大利参加1952年夏季奥林匹克运动会篮球比赛。他也在1951年地中海运动会获得一枚铜牌。